# Сан Микеле а Тори (Фиренца)
Сан Микеле а Тори је насеље у Италији у округу Фиренца, региону Тоскана.
Према процени из 2011. у насељу је живело 45 становника. Насеље се налази на надморској висини од 179 м.